# HD61641
HD61641 — хімічно пекулярна зоря спектрального класу B3, що має видиму зоряну величину в смузі V приблизно  5,8.
Вона  розташована на відстані близько 965,0 світлових років від Сонця.

## Пекулярний хімічний склад
HD61641 належить до Хімічно пекулярних зір з пониженим вмістом гелію 
й в її  зоряній атмосфері спостерігається нестача He у порівнянні з його вмістом в атмосфері Сонця.